# Total Khéops (film)
Pour plus de détails, voir Fiche technique et Distribution.
Total Khéops est un film français réalisé par Alain Bévérini et sorti en 2002.
Il s'agit d'une adaptation du roman Total Khéops de Jean-Claude Izzo.

## Synopsis
À Marseille, il y a vingt-cinq ans, Fabio, Manu et Ugo, trois fils d'immigrés, traînaient joyeusement leur jeunesse avec Lole, dont ils étaient tous amoureux. Ils s’essayent à des petits larcins mais après le braquage d’une station service qui tourne mal, leurs chemins se sont séparés.
Manu est devenu un petit truand macho et flambeur qui vit avec Lole. Ugo est parti brader ses illusions à l'autre bout du monde, tandis que Fabio est devenu un policier un peu éducateur, un peu « assistante sociale ».
Manu sort de prison ; il retrouve Lole mais contre son avis, il va voir son mentor, Batisti,  qui l’embauche pour commettre un cambriolage le soir même. Il doit s’emparer, chez un avocat, d’un dossier sur une société de fret. Peu après, il est abattu par deux motards. 
Ugo revient alors à Marseille pour venger Manu et, sur la foi d’informations de Batisti, il abat Zucca, un bonnet de la pègre, avant de se faire tuer à son tour. Quant à Lole, elle a disparu.
Unique survivant, Fabio veut retrouver ceux qui ont causé la mort de ses amis d'enfance.

## Fiche technique
- Titre : Total Khéops
- Réalisation : Alain Bévérini
- Scénario : Alain Bévérini, d'après le roman Total Khéops de Jean-Claude Izzo
- Production : Humbert Balsan
- Musique : Di Maggio
- Photographie : Dominique Brenguier
- Montage : Eric Renault
- Décors : Yves Bernard
- Costumes : Nathalie Raoul
- Son : Karim Beltifah, Eric Renault, Joël Rangon
- Pays d'origine :  France
- Format : couleurs - 35 mm
- Genre : drame, policier
- Durée : 86 minutes
- Date de sortie : 
  - France : 3 juillet 2002

## Distribution
- Richard Bohringer : Fabio
- Marie Trintignant : Lole
- Robin Renucci : Ugo
- Daniel Duval : Manu
- Maurice Garrel : Batisti
- Jean-Michel Fête : Cerutti
- Josette Baio : Honorine
- Anne Guegan : Béatrice
- Barbara Cupisti : Paola
- Richaud Valls : Fabio à 20 ans
- Jean-François Palaccio : Ugo à 20 ans
- Stéphane Metzger : Manu à 20 ans
- Mehdi Salem : Mourad
- Thierry Sebban : Legay
- Pierre Santino : Figurant